# Manuel La Torre Bardales
Manuel Antonio La Torre Bardales (Chachapoyas, 12 de noviembre de 1936 - Lima, 25 de abril del 2007) fue un profesor, empresario y político peruano. Fue congresista constituyente en 1992 y diputado por Amazonas en el disuelto periodo 1990-1992. Fue también alcalde de la ciudad de Chachapoyas desde 1963 hasta 1965.

## Biografía
Manuel La Torre nació el 12 de noviembre de 1936 en el distrito de Chachapoyas, ubicado en el departamento de Amazonas. Fue hijo de Cristóbal La Torre Tuesta y de Gregoria Bardales Rubio. Estuvo casado con Olga Ramos Monteza y fue padre de una hija.
Sus estudios de primarios los cursó en el Colegio Seminario de Jesús María y los secundarios en el San José de La Libertad. Su instrucción superior la realizó en la Universidad Nacional de Educación Enrique Guzmán y Valle, donde egresó con el título de Profesor de Letras. También realizó estudios de especialización de "Programación y Supervisión" en la Pontificia Universidad Católica del Perú y "Planificación" en la Universidad Nacional Mayor de San Marcos.
En su actividad privada ha destacado como empresario en su departamento y desarrolla una activa participación en la industria y comercio de la Región Amazónica.

## Carrera política
Su actividad política se inicia cuando es elegido como alcalde de la ciudad de Chachapoyas, ejerciendo el cargo desde el año 1963 hasta el año 1965. Luego sería reelegido en el cargo para un segundo periodo (1966-1968).
Militó en el Partido Popular Cristiano y participó 2 veces como candidato a la Cámara de Diputados, así como a la alcaldía de Chachapoyas, sin éxito.

### Diputado por Amazonas
En las elecciones parlamentarias del año 1990, postuló nuevamente a la Cámara de Diputados como parte del Frente Democrático y finalmente fue elegido como diputado por el departamento de Amazonas para el periodo parlamentario 1990-1995, con 2,901 votos de preferencia. Sin embargo, su cargo sería disuelto el 5 de abril del año 1992 tras el autogolpe de estado decretado por el presidente Alberto Fujimori.

### Congresista Constituyente
Ante la convocatoria de Fujimori a elecciones parlamentarias para la conformación de un Congreso Constituyente Democrático con el fin de la crear de una nueva constitución, La Torre decidió participar como integrante de la lista oficialista Cambio 90 - Nueva Mayoría y resultó elegido como congresista constituyente para el periodo 1992-1995 con 29,557 votos.
En su gestión apoyó la creación y la promulgación de la actual Constitución de 1993. Fue también uno de los principales voceros del gobierno fujimorista.
Al culminar su gestión, Manuel La Torre decidió apartarse del ámbito político. Sin embargo, el 30 de julio de 1998, La Torre reapareció durante el proceso del referéndum que buscaba frenar la segunda reelección presidencial de Alberto Fujimori e impulsó una iniciativa para que el referéndum sea definido en el Congreso de la República, siendo luego aprobado por el jefe de la ONPE, José Portillo, y planeado en el Servicio de Inteligencia Nacional por Vladimiro Montesinos.

## Fallecimiento
El 25 de abril del 2007, Manuel La Torre falleció a los 70 años en la ciudad de Lima. Sus restos fueron sepultados en el Cementerio de Huachipa.